# Gerzon Chacón
Gerzon Armando Chacón Varela (San Cristóbal, Venezuela; 27 de octubre de 1980) es un exfutbolista y dirigente deportivo venezolano que actualmente es gerente general del Portuguesa Fútbol Club de la Primera División de Venezuela. Jugaba como defensa y su último equipo fue el Deportivo Táchira de la Primera División de Venezuela. Es el jugador que más veces ha vestido la camiseta del Deportivo Táchira, con más de 400 presentaciones. Es padre del también futbolista Yerson Ronaldo Chacón.

## Trayectoria
Gerzon Chacón debutó en la primera división en 1997 con el Deportivo Táchira, en el 2004 es fichado por el Mineros de Guayana y un año más tarde pasaría al Club Deportivo Italmaracaibo. En el 2006 regresó al Deportivo Táchira equipo con el cual obtendría el campeonato en la temporada 2007-08 y 2010-2011 bajo la dirección técnica del técnico colombiano Jorge Luis Pinto. También jugó en el popular club Sportivo Luqueño de Paraguay, el equipo del portero José Luis Chilavert y Julio César Romero "Romerito", siendo su única experiencia en el exterior. 
- Marcó un gol en el partido de la final de la Primera División de Venezuela el 6 de junio de 1999 en el Estadio Pueblo Nuevo, San Cristóbal, entre Unión Atlético Táchira 1-2 Deportivo Italchacao

Primer tiempo(1-0) 
GOL : Gerzon Chacón 32(Atlético Táchira)
Asistencia: 6.000 espectadores.

## Selección nacional
Ha sido internacional con la Selección de fútbol de Venezuela en 16 ocasiones.
EL 6 de junio de 2008 El equipo de César Farías, con tantos de Maldonado y Vargas en Gillette Stadium de Boston (EE. UU.), dejó atrás años de infortunio ante Brasil, que ganó en los diecisiete partidos anteriores y apenas recibió cuatro goles.

### Participaciones en Copas América
| Copa              | Sede     | Resultado    |
| ----------------- | -------- | ------------ |
| Copa América 1999 | Paraguay | Primera fase |

## Clubes
| Club               | País      | Año         | PJ  | Goles |
| ------------------ | --------- | ----------- | --- | ----- |
| Deportivo Táchira  | Venezuela | 1998 - 2002 | 54  | 4     |
| Nacional Táchira   | Venezuela | 2002 - 2003 | 34  | 2     |
| Mineros de Guayana | Venezuela | 2003 - 2004 | 19  | 0     |
| Deportivo Táchira  | Venezuela | 2004 - 2012 | 276 | 11    |
| Sportivo Luqueño   | Paraguay  | 2012 - 2013 | 8   | 0     |
| Aragua             | Venezuela | 2013        | 34  | 0     |
| Deportivo Petare   | Venezuela | 2014        | 5   | 0     |
| Deportivo Táchira  | Venezuela | 2014 - 2017 | 90  | 1     |

## Palmarés

### Campeonatos nacionales
| Título                        | Club              | País      | Año     |
| ----------------------------- | ----------------- | --------- | ------- |
| Primera División de Venezuela | Deportivo Táchira | Venezuela | 2007-08 |
| Torneo Clausura               | Deportivo Táchira | Venezuela | 2008    |
| Torneo Apertura               | Deportivo Táchira | Venezuela | 2009    |
| Torneo Apertura               | Deportivo Táchira | Venezuela | 2010    |
| Primera División de Venezuela | Deportivo Táchira | Venezuela | 2010-11 |
| Primera División de Venezuela | Deportivo Táchira | Venezuela | 2014-15 |